# Shabitko
Dyedkaura-Shabataka, más conocido como Shabitko, fue el tercer faraón de la dinastía XXV de Egipto y gobernó de 707/706 - 690 a. C. 
Manetón lo denominó Sebijos y comenta que reinó 14 años (Julio Africano, según Sincelo). Eusebio de Cesarea lo llama Sebijos o Sebikos (versión armenia) asignándole 12 años de reinado. Era hijo de Pianjy y el sobrino y sucesor de Shabako. 

## Biografía
Durante el reinado de Shabako, se había seguido una política de conciliación y cooperación con Asiria, lo que apaciguó a los asirios, y los contuvo de atacar Egipto. Shabitko realizó una política diferente: la resistencia. 
La Estela de Kawa narra que Shabitko consulta a sus "hermanos", incluso a Taharqo, para viajar desde Nubia a Tebas. Otra estela registra que cuando Jerusalén fue atacada por los asirios, el rey de Kush marchó contra Senaquerib (Asiria). Shabitko se unió en la resistencia contra Senaquerib y fue enviado un ejército egipcio a Israel, dirigido por el hermano de Shabitko, Taharqo. 
Shabitko muere en 690 a. C. y, como se muestra en la estela de Kawa, le sucede Taharqo. Fue enterrado en la necrópolis real de El Kurru, en Nubia.

## Testimonios de su época
- Capillas en Karnak (Arnold).
- Bloques con el nombre real encontrados en Menfis (Arnold).
- Fragmento de un recipiente de piedra caliza (Museo Petrie).
- Varias estelas

## Titulatura
| Titulatura | Jeroglífico | Transliteración (transcripción) - traducción - (referencias) |

| G5 |

| G5 |

| E2 · D40 | N28 | m | R19 | t · O49 |

| E2 · D40 | N28 | m | R19 | t · O49 |

| E2 · D40 | N28 | m | R19 | t · O49 |

| E2 · D40 | N28 | m | R19 | t · O49 |

| G5 |

| G5 |

| E2 · D40 | N28 | m | R19 | t · O49 |

| E2 · D40 | N28 | m | R19 | t · O49 |

| E2 · D40 | N28 | m | R19 | t · O49 |

| E2 · D40 | N28 | m | R19 | t · O49 |

| G16 |

| G16 |

| O29 · D36 | F8 | G17 | N17 · N17 · N17 | nb |

| O29 · D36 | F8 | G17 | N17 · N17 · N17 | nb |

| G16 |

| G16 |

| O29 · D36 | F8 | G17 | N17 · N17 · N17 | nb |

| O29 · D36 | F8 | G17 | N17 · N17 · N17 | nb |

| G8 |

| G8 |

| O29 · D36 | F23 | V28 | A25 | T10 | Z3 | Z3 | Z3 |

| O29 · D36 | F23 | V28 | A25 | T10 | Z3 | Z3 | Z3 |

| G8 |

| G8 |

| O29 · D36 | F23 | V28 | A25 | T10 | Z3 | Z3 | Z3 |

| O29 · D36 | F23 | V28 | A25 | T10 | Z3 | Z3 | Z3 |

| N5 | R11 | D28 · D28 | D28 |

| N5 | R11 | D28 · D28 | D28 |

| N5 | R11 | D28 · D28 | D28 |

| N5 | R11 | D28 · D28 | D28 |

| N5 | R11 | D28 · D28 | D28 |

| N5 | R11 | D28 · D28 | D28 |

| N5 | R11 | D28 · D28 | D28 |

| N5 | R11 | D28 · D28 | D28 |

| N5 | R11 | D28 · D28 | D28 |

| N5 | R11 | D28 · D28 | D28 |

| N5 | R11 | D28 · D28 | D28 |

| N5 | R11 | D28 · D28 | D28 |

| N5 | R11 | D28 · D28 | D28 |

| N5 | R11 | D28 · D28 | D28 |

| N5 | R11 | D28 · D28 | D28 |

| N5 | R11 | D28 · D28 | D28 |

| M8 | E10 | N17 · D28 |

| M8 | E10 | N17 · D28 |

| M8 | E10 | N17 · D28 |

| M8 | E10 | N17 · D28 |

| M8 | E10 | N17 · D28 |

| M8 | E10 | N17 · D28 |

| M8 | E10 | N17 · D28 |

| M8 | E10 | N17 · D28 |

| M8 | E10 | N17 · D28 |

| M8 | E10 | N17 · D28 |

| M8 | E10 | N17 · D28 |

| M8 | E10 | N17 · D28 |

| M8 | E10 | N17 · D28 |

| M8 | E10 | N17 · D28 |

| M8 | E10 | N17 · D28 |

| M8 | E10 | N17 · D28 |

| Titulatura | Jeroglífico | Transliteración (transcripción) - traducción - (referencias) |

| G5 |

| G5 |

| R11 | N28 · t |

| R11 | N28 · t |

| R11 | N28 · t |

| R11 | N28 · t |

| G5 |

| G5 |

| R11 | N28 · t |

| R11 | N28 · t |

| R11 | N28 · t |

| R11 | N28 · t |

| G16 |

| G16 |

| s | N28 · D36 · Y1 | U4 | D36 · t | mr | i | N17 · N17 |

| s | N28 · D36 · Y1 | U4 | D36 · t | mr | i | N17 · N17 |

| G16 |

| G16 |

| s | N28 · D36 · Y1 | U4 | D36 · t | mr | i | N17 · N17 |

| s | N28 · D36 · Y1 | U4 | D36 · t | mr | i | N17 · N17 |

| G8 |

| G8 |

| h · r | Y1V | D2 · Z1 | n · M3 | Aa1 · t · D40 |

| h · r | Y1V | D2 · Z1 | n · M3 | Aa1 · t · D40 |

| G8 |

| G8 |

| h · r | Y1V | D2 · Z1 | n · M3 | Aa1 · t · D40 |

| h · r | Y1V | D2 · Z1 | n · M3 | Aa1 · t · D40 |

| N5 | R11 | D28 · D28 | D28 |

| N5 | R11 | D28 · D28 | D28 |

| N5 | R11 | D28 · D28 | D28 |

| N5 | R11 | D28 · D28 | D28 |

| N5 | R11 | D28 · D28 | D28 |

| N5 | R11 | D28 · D28 | D28 |

| N5 | R11 | D28 · D28 | D28 |

| N5 | R11 | D28 · D28 | D28 |

| N5 | R11 | D28 · D28 | D28 |

| N5 | R11 | D28 · D28 | D28 |

| N5 | R11 | D28 · D28 | D28 |

| N5 | R11 | D28 · D28 | D28 |

| N5 | R11 | D28 · D28 | D28 |

| N5 | R11 | D28 · D28 | D28 |

| N5 | R11 | D28 · D28 | D28 |

| N5 | R11 | D28 · D28 | D28 |

| i | mn · n | U7 · M8 | E10 | N17 · D28 |

| i | mn · n | U7 · M8 | E10 | N17 · D28 |

| i | mn · n | U7 · M8 | E10 | N17 · D28 |

| i | mn · n | U7 · M8 | E10 | N17 · D28 |

| i | mn · n | U7 · M8 | E10 | N17 · D28 |

| i | mn · n | U7 · M8 | E10 | N17 · D28 |

| i | mn · n | U7 · M8 | E10 | N17 · D28 |

| i | mn · n | U7 · M8 | E10 | N17 · D28 |

| i | mn · n | U7 · M8 | E10 | N17 · D28 |

| i | mn · n | U7 · M8 | E10 | N17 · D28 |

| i | mn · n | U7 · M8 | E10 | N17 · D28 |

| i | mn · n | U7 · M8 | E10 | N17 · D28 |

| i | mn · n | U7 · M8 | E10 | N17 · D28 |

| i | mn · n | U7 · M8 | E10 | N17 · D28 |

| i | mn · n | U7 · M8 | E10 | N17 · D28 |

| i | mn · n | U7 · M8 | E10 | N17 · D28 |